# ماهش گاولی
ماهش گاولی (انگلیسی: Mahesh Gawli؛ زادهٔ ۲۳ ژانویهٔ ۱۹۸۰) بازیکن سابق و مربی فوتبال اهل هند است.
از باشگاه‌هایی که در آن بازی کرده است می‌توان به باشگاه فوتبال بنگال شرقی، باشگاه فوتبال دمپو، و باشگاه فوتبال چرچیل برادرز اشاره کرد.
وی همچنین در تیم‌های ملی فوتبال زیر ۲۳ سال هند و هند بازی کرده است.